# جون لامب (لاعب كرة قاعدة)
جون لامب (بالإنجليزية: John Lamb) هو لاعب كرة قاعدة أمريكي، ولد في 20 يوليو 1946 في شارون ‏ في الولايات المتحدة.

## وصلات خارجية
- جون لامب على موقع دوري كرة القاعدة الرئيسي (الإنجليزية)
- جون لامب على موقعبيزبول رفرنس.كوم (الدوري الرئيسي) (الإنجليزية)
- جون لامب على موقعبيزبول رفرنس.كوم (الدوري الثانوي) (الإنجليزية)